# 4639 Minox
4639 Minox (1989 EK2) là một tiểu hành tinh vành đai chính được phát hiện ngày 5 tháng 3 năm 1989 bởi T. Seki ở Geisei.